# 中国书法
中國書法是汉字的书写艺术，也是東亞書法的代表。所以以文字為基準的角度看，中国书法是一种很独特的视觉艺术，但是这种独特性并不妨碍不认识中文字體的人欣赏中国书法。汉字是中国书法中的重要因素，因为中国书法是在中国文化裏产生、发展起来的，而文字是中国文化的基本要素之一。以文字为依托，是中国书法区别于其他种类书法的主要標示。
書法是中國藝術的重要組成部份。其表現形式是依附於漢字的藝術，而漢字屬於表意文字，筆劃的組合變化多端，與其他民族的拼音文字相比較，漢字更富於造形性。加上漢字書法不僅有一套完整的筆法（點、橫、撇、豎、鈎等），更加有一套成熟的審美體系。依循漢字的結構規律，變化組合，就可以表現出千姿百態的書法藝術，創造出不同面貌和情趣的美感。
书法是中国土生土长的艺术，自身历史背景悠久、深厚，是琴棋书画四艺之一。在中国古代，书法具有非常高的参与程度，一般的知识分子都付出不同程度的努力学习书法，产生了数量众多的书法家。中国自从秦汉以来的各个朝代，都有相当多的书法作品被创造出来；其中最优秀者成为皇室、贵族和文人最珍贵的收藏品。此外，中国书法有丰富、完整、一脉相承的理论体系，这表明书法在中国古代已是一门很成熟的艺术。
中国书法有非常好的生活基础，很多完美的书法作品是以书信、诗词手稿、碑文、墓志铭、牌匾、屏风、室内装饰品等形式存在的，这些作品大多具有文字内容和书法的艺术美相得益彰的特点。中国书法与中国绘画、篆刻、舞蹈、音乐等艺术形式相互影响。
中国书法受到中国古代当权者和知识分子的重视，具有一定的书法水準是中国古代知识分子的基本素质之一。很多皇帝本人非常重视书法的学习，有的皇帝甚至有很高的水準，是有名的书法家，例如宋徽宗。中国书法直接影响了日本、韩国等地书法的发展，尤其是其中以汉字为书写内容的部分。
書法，是世界上文字的藝術形式，其中「中國書法」，是中國以漢字書體為基礎的一種傳統的線條的藝術。從廣義講，書法是指語言符號的書寫法則。換言之，書法是指按照文字特點及其涵義，以其書體筆法、結構和章法寫字，使之成為富有美感的藝術作品。其必備工具是毛筆、墨和中國紙。漢字書法為漢族所創的表現藝術，被譽為：無言的詩，無行的舞；無圖的畫，無聲的樂。
書法被孔子定為「六藝」之一，是古代君子必需具備的技能、技藝。由於古人把讀書、識字、寫字等量齊觀，書法就不再是純粹的技法，而且等同於學問修養。所以自古以來，中國人就看重書法，把它視為載道的工具、文章的衣冠，也是個人學養的外在表現。中國自有進仕制度以來，便特別注重士子的書法，唐代更明言以「身、言、書、辯」取仕，這種以書法取仕的風氣，到明清發展至極致，出現了專用於翰林的「館閣體」。難怪中國歷史上的名吏，都是飽學之士，而其書藝卓越，這都和中國「學而優則仕」以及「書為功名、畫為利祿」的傳統有關。
舉凡中國歷史上的帝皇、名臣，如唐太宗、宋徽宗，以及秦始皇朝的李斯，唐太宗朝的褚遂良，宋代的蘇軾、黃庭堅，乃至清代的劉墉、林則徐，就連歷史上具爭議性的人物，如秦檜、蔡京、嚴嵩、康生、鄭孝胥等人，都是一流的書法家。中國歷史上著名的書法家還有王羲之、顏真卿、歐陽詢、柳公權、張旭、米芾、蔡襄、鮮于樞、趙孟頫、董其昌、王鐸、康有為等。
現代中國書法發展成五種書體分別是：楷書、行書、草書、隸書、篆書。從20世紀80年代開始，國家開始重視書法文化的發展，成立了中國書法家協會，以後各地方的書法協會相繼成立，現在書法協會已經有了相當完善的展覽機制，包括四年一次的國展和每年一次的單項展，各地方的展覽更是五花八門。
現在中國已有至少50所大學開設的書法專業，並健全了書法從本科到博士的學位建制。本科階段書法的主要課程有：五體書法技法和理論、書論、書法美學、美學概論、中國古文字學、文獻學、詩詞學、書法史、中國美術史、篆刻、中國國畫基礎、碑帖學等。

## 書法用具
- 筆：中國的毛筆用獸毛製成，柔軟而有彈性。特別是毛筆有個鋒尖，由書寫的人控制按筆或提筆，才有粗細輕重的筆意。毛筆的種類很多，由於製作的材料不同，性能也不一樣，以材料來分，最常見的是狼毫、羊毫、紫毫（兔毫）、兼毫（混合羊毫和狼毫），其次還有牛耳毫、雞毫、胎毛筆等。除此之外，也有其他材料做成的毛筆，如竹筆、草筆、鴨毛筆。至於筆管以竹子最普遍，還有漆雕、鏍雕、陶瓷、象牙、琺瑯、木雕等。

- 墨：傳統製墨的原料，是取自燃燒的松枝或柏油的煙。墨的種類以原料來分主要有松煙、油煙、洋煙三種，松煙墨是用松脂燒煙加上皮膠、藥材、香料揉合製成，這一種墨色黑而缺少光澤。油煙墨是用桐油、麻油、菜油燒成煙灰，加上一些香料製成，它的特色是黑而亮。為了方便，現代人寫字已漸漸改用化學成份製成的墨汁。

- 紙：紙是中國四大發明之一。安徽宣州所出產的紙最為出名，稱為「宣紙」。書法用紙有吸墨性強弱之分，因此紙的選擇是由書寫者所要表達的意趣而定。

- 硯：古代又叫做「研」意思也就是磨。磨墨寫字，必須用硯。硯的種類很多，但一般的硯臺是用石頭打造。硯台的種類有很多種，有陶瓷硯、端硯、歙硯、澄泥硯、瓦硯、玉硯、金沙硯等。

總之，不同的人使用紙筆墨硯文房四寶，寫同一樣的字，由於書寫者的功力、習慣、審美趣味各有不同，他們對於筆劃、結體、章法的處理也會千差萬別，這也是漢字書法的獨特之處。

## 特点和成就

### 主要特色
中國書法強調線條的粗細與變化產生的美感，如方向的穿插與賓主間讓。“字勢”，如一個字的獨體字和合體字在結字大小有一定形成強烈的視覺效果。另外則是“險筆”，如一個字結體中稍有“造險”而形成視覺衝擊。如歐陽詢代表作《九成宮醴泉銘》可見其“險”。

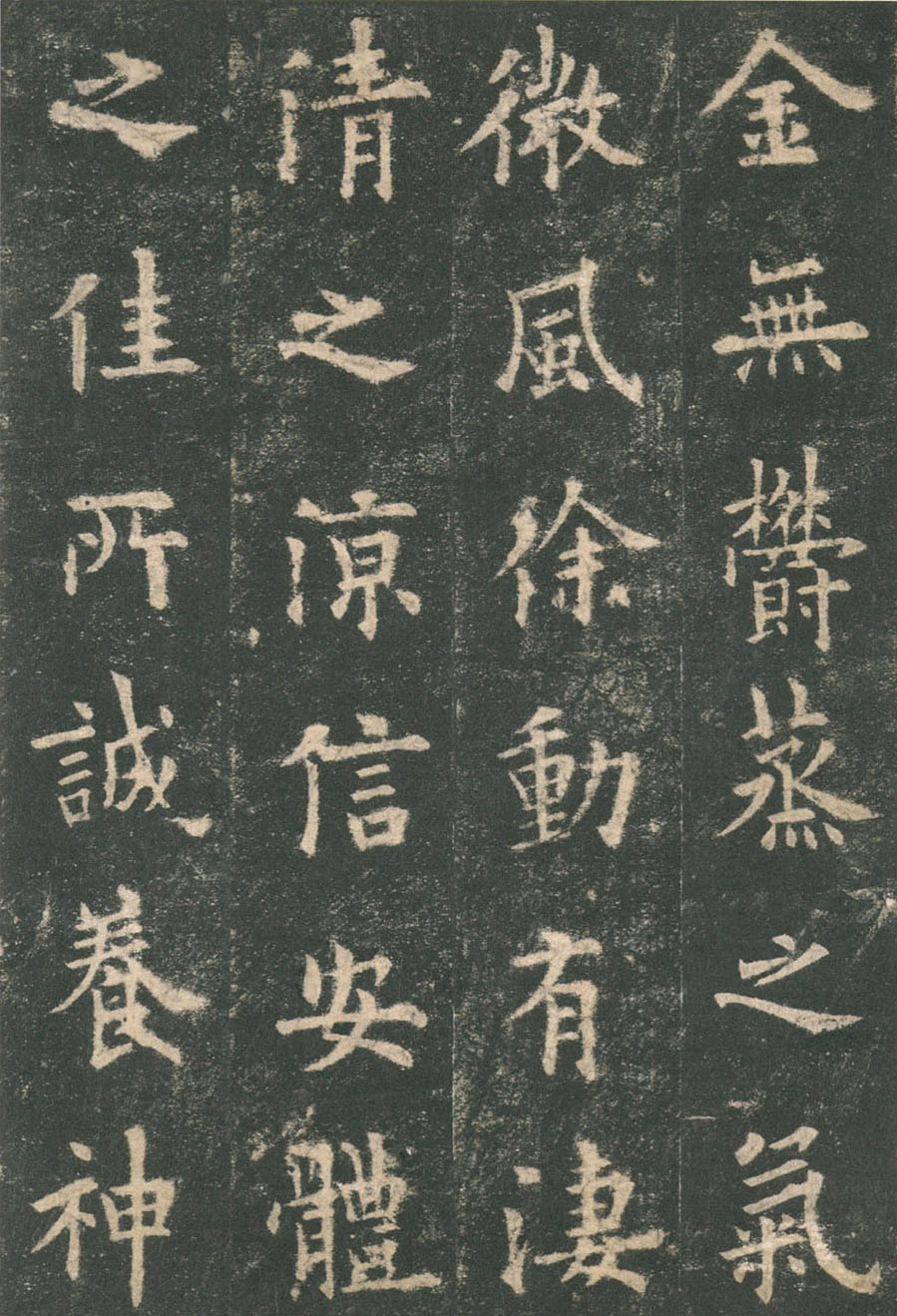
《九成宮醴泉銘》，橫劃起筆和收筆加重，結體呈中宮緊湊，橫劃傾斜度大。豎劃部分有傾斜而形成與短撇的呼應。

在中國書法，也強調五種結字形式。即“筋“、“骨”、“血”、“氣”、“肉”。
以下是此五種結字的代表成就：
- 筋：顏真卿，唐代著名書法家。代表作《多寶塔碑》，《東方先生畫贊》，《顏勤禮碑》、《顏氏家廟碑》等碑刻作品，楷書墨跡本《自書告身帖》，行書作品天下第二行書《祭姪文稿》，《爭座位帖》等。

- 骨：顏真卿與柳公權兩者並稱為“顏筋柳骨”，柳公權為中晚唐時期的書法家，其結字特點為中宮緊湊，氣勢外包。骨感源於歐陽詢，結體源於顏真卿。代表作《玄秘塔碑》，《神策軍碑》，小楷作品《金剛經》、《九嶷（疑）山賦》。行書作品天下第六行書《蒙詔帖》、《伏審帖》、《嘗瓜帖》等。

- 血：蘇軾，唐宋八大家與宋四家之一，代表作《寒食帖（黃州寒食帖）》。

- 肉：黃庭堅，江西詩派創始者與宋四家之一。代表作《宋風閣詩帖》。

- 氣：即書法中的筆勢連貫，譬如虛接與筆斷意連。王獻之與王羲之（並稱二王），東晉書法家，王羲之在後世經唐太宗李世民的讚揚而被稱為書聖。代表作天下第一行書《蘭亭序》，《十七帖》等。王獻之代表作《中秋帖》，《鴨頭丸帖》等。

後世的代表有初唐四大家褚遂良，《雁塔聖教序》為其代表作。用筆虛實互用，結體嚴謹中有變化。

### 字體演變
历史上“马”的不同书写形式：
- 甲骨文
- 金文（西周）
- 金文（春秋时期）
- 金文（战国）
- 简牍 (楚国)
- 简牍 (秦国)
- 《说文》小篆
- 隶书
- 楷书（繁体）
- 行书
- 草书
- 楷书（简体）

## 理論典籍
- 東漢

蔡邕：《筆論》、《九勢》
- 唐代

張懷瓘：《文字論》、《古文大篆書祖》、《六體書論》等。
孫虔禮：《書譜》

### 法帖
- 名碑
  - 先秦/秦
    - 散氏盤
    - 石鼓文
    - 嶧山刻石

  - 漢
    - 石門頌
    - 禮器碑
    - 乙瑛碑
    - 史晨碑

  - 魏晉
    - 張猛龍碑
    - 張黑女碑
    - 石門銘

  - 隋/唐
    - 關中本智永真草千字文
    - 九成宫醴泉铭
    - 勤礼碑
    - 玄秘塔碑
    - 集王羲之圣教序
- 名帖
  - 兰亭序
  - 智永真草千字文册
  - 淳化閣帖

## 书法家和书法作品
這個表格輯錄從公元前1600年商朝建立，到公元1949年中華人民共和國建立為止的中國書法家名單和中國書法作品名單。在此時間範圍之外的書法家或作品不予輯錄。

## 硬筆書法
硬筆書法與毛筆不同，硬筆書寫工具簡單方便，可隨身攜帶，而且書寫時沒有起伏使轉等複雜動作，其要僅為結構及用力平穩而已。
一般硬筆為鋼筆、鉛筆、原子筆、鋼珠筆等，以鋼筆最佳，鉛筆次之，原子筆及鋼珠筆效果較差，因筆尖太硬、太細，較無法感受手部力量細微的變化與筆尖畫過紙面時的磨擦力，鋼筆的筆桿較粗執筆時的手感最好，筆尖稍粗的鋼筆較易書寫，用鋼筆書寫亦較不會養寫字太用力的壞習慣。

## 世界影響

### 東亞諸國書法
日本、朝鲜半岛和越南 在融入中国影响并应用于特定文字的同时，发展出了自己独特的书法情感和风格。日本书法的范围超越了汉字，还包括平假名和片假名等民族文字。
就韩国书法而言，韩文和圆圈的存在要求创造一种新的技巧。
就越南书法而言，相同的风格和技巧已经发展并适用于喃字和拉丁字母。

### 華人地區書法

#### 新馬地區
新馬地區的書法最早可以追溯至19世紀中後期至20世紀中期的華人下南洋時期，而在早期主要是以毛筆為主。其中多用以記帳、書信以及日常寫字。約上世紀60年代隨著鋼筆和圓珠筆的價格逐漸下滑與普及，毛筆書法也開始在新馬地區逐漸被淘汰。而在後期隨著鋼筆和圓珠筆的普及後也開始興起了硬筆書法。而毛筆也被僅作為日常的題字。

### 引用
1. 1 2  廣元. . 臺灣商務印書館. 1978  [2014-01-21]. ISBN 978-957-05-0507-8. （原始内容存档于2014-06-26）.
2. ↑  . Vietnam News.   [19 March 2018].
3. ↑  Daikynguyen.com 的存檔，存档日期2011-07-08.
4. ↑  VietnamPlus. . VietnamPlus. 2022-02-09  [2022-02-09] （英语）.

## 研究書目
- 中田勇次郎著，盧永璘譯：《中國書法理論史》（天津：天津古籍出版社，1987）。

## 外部連結
- 石守謙：〈中國古代書法傳統與當代藝術（页面存档备份，存于）〉.
- 書法練習 教育局（页面存档备份，存于）